# HMS Cleopatra (33)
L'HMS Cleopatra era un creuer de la classe Dido de la Royal Navy.

## Construcció
Va ser construïda per R. i W. Hawthorn, Leslie and Company, Limited a Hebburn-on-Tyne, Regne Unit, i la quilla es va posar el 5 de gener de 1939. Va ser avarat el 27 de març de 1940 i es va assignar el 5 de desembre 1941.

## Historial de servei

### Servei de la Segona Guerra Mundial
El Cleopatra va sortir a Gibraltar a principis de 1942, i el 9 de febrer va navegar cap a Malta, on va ser immediatament danyat per una bomba. Després de la reparació, va ser traslladat a Alexandria a principis de març per al 15è Esquadró de Creuers. Va ser el vaixell insígnia de l'almirall Philip Vian durant la Segona Batalla de Sirte, quan el seu grup de quatre creuers lleugers i 17 destructors va resistir una força italiana que incloïa el cuirassat Littorio, dos creuers pesats, un creuer lleuger i 10 destructors, que tenien tots els enviats per interceptar el seu comboi a Malta. Durant el compromís, el radar i les estacions de ràdio del Cleopatra van ser destrossades per una bala de 6" disparada pel creuer lleuger italià Giovanni delle Bande Nere. Altres informes afirmen que les torretes posteriors del Cleopatra també van ser danyades. El juny de 1942, va cobrir les operacions Arpó i Vigor, i a l'agost va bombardejar Rodes com a diversió per al comboi de l'operació Pedestal.

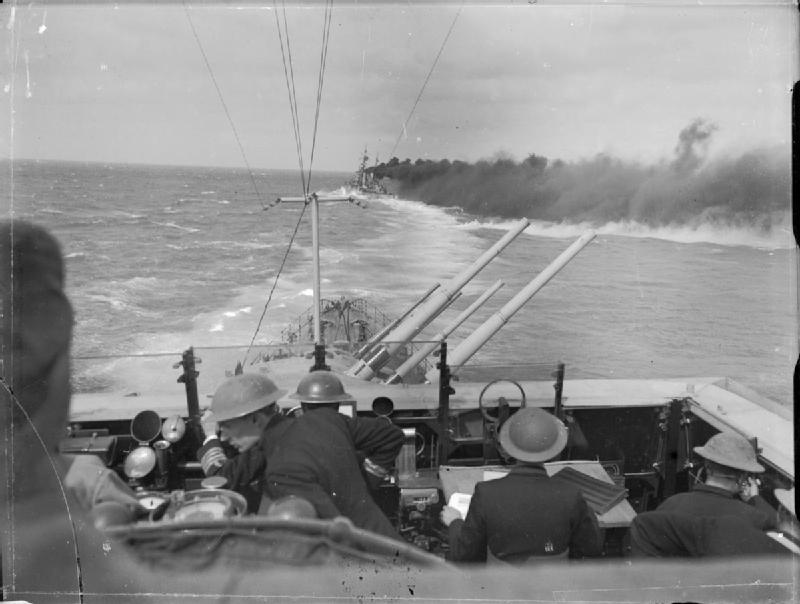
El Cleopatra llança fum per protegir el comboi mentre l' eleva els seus canons cap endavant de 5,25 polzades (133 mm) per bombardejar la flota italiana durant la Segona Batalla de Sirte, el 22 de març de 1942.

Cleopatra va ser acoblat a Massawa el 19 de setembre de 1942 per a petites reparacions i neteja i va ser desatracat cinc dies després. Durant la flotació, va relliscar al dic sec inclinat, aixafant tots els blocs de quilla de fusta del moll, però va patir pocs danys al casc. El capità G. Grantham va considerar que la fuita resultant era una molèstia menor i va ordenar el Cleopatra que tornés al servei.
Al gener de 1943, el Cleopatra formava part de la Força K, més tard de la Força Q a Bône, des d'on va s'atacà el trànsit de l'Eix cap a Tunísia. Més tard, va ser una unitat del 12è Esquadró de Creuers, i va estar present als desembarcaments a Sicília, l'operació Husky, al juny, seguida de donar suport a l'exèrcit a terra. No obstant això, el 16 de juliol de 1943, el Cleopatra va ser torpedejada pel submarí italià Dandolo i va tornar a quedar molt danyat. Es van fer reparacions temporals a Malta que van durar fins a l'octubre de 1943, després del qual va navegar a Filadèlfia, als Estats Units, per a reparacions completes. Com l'HMS Phoebe, el Cleopatra estava equipat amb quad Bofors en lloc dels seus pompons. L'experiència mediterrània havia demostrat que els atacs aeris per la proa eren habituals, i es va proporcionar més potència de foc cap endavant amb el quad Bofors en posició "B". Aquests es van completar el novembre de 1944, i el 1945 va marxar a les Índies Orientals, on va ser el primer vaixell que va entrar a la base recentment recuperada de Singapur al setembre.

### Servei de postguerra
El Cleopatra va servir després de la guerra amb el 5è Esquadró de Creuers a les Índies Orientals fins que va tornar a Portsmouth el 7 de febrer de 1946 per a la readaptació. Després, es va unir a la Home Fleet, 2n esquadró de creuers, des de 1946 fins a principis de 1951 i després d'una renovació important i una actualització mínima amb el quad Bofors va aterrar i substituït per 3 canons bessons Mk 5 de 40 mm. El 1948 va ser comandada per Peter Reid. Va servir a la Mediterrània des de finals de 1951 fins a principis de 1953. Mentre estava a la Mediterrània, va tenir un paper protagonista a la pel·lícula de 1953 Sailor of the King (anomenada Single-handed als Estats Units) basada en la novel·la de C.S. Forester Brown on Resolution. El Cleopatra interpreta els dos vaixells ficticis de la Royal Navy "HMS Amesbury " i "HMS Stratford". Com a Amesbury, és enfonsat heroicament pel més poderós assaltant alemany Essen, (retratat pel HMS Manxman amb grans torretes falses), i com Stratford, triomfa al final de la història. Les dues seqüències de batalla representen aquest creuer lleuger de pont obert disparant les seves armes i torpedes amb cert detall.
Va tornar a Chatham el 12 de febrer de 1953 per passar a la reserva. El juny d'aquell any va participar en la Revista de la Flota per celebrar la coronació de la reina Isabel II. Des de finals de 1953 fins a 1956 el Cleopatra va ser el vaixell insígnia de l'esquadró de reserva. El 15 de desembre de 1958, va arribar a la drassana de J Cashmore a Newport per ser desballestat.